# Love Will Pay The Bills Records
Love Will Pay The Bills Records es un sello discográfico propiedad de la banda Billie the Vision and the Dancers. Es el medio principal para la producción musical del grupo desde su formación en 2004. 

## Publicaciones
Love Will Pay The Bills Records ha publicado un total de cinco álbumes de Billie the Vision and the Dancers desde 2004.
- 2004. I Was So Unpopular In School And Now They're Giving Me This Beautiful Bicycle
- 2005. The World According To Pablo
- 2007. Where The Ocean Meets My Hand
- 2008. I Used To Wander These Streets
- 2010. From Burning Hell To Smile And Laughter
- 2011. Best Of

- Datos: Q5981645